# Guy de Fatto
 (août 2020).
Si vous disposez d'ouvrages ou d'articles de référence ou si vous connaissez des sites web de qualité traitant du thème abordé ici, merci de compléter l'article en donnant les références utiles à sa vérifiabilité et en les liant à la section « Notes et références ».
Guy de Fatto est né au Havre le 21 mai 1925 et décédé le 5 novembre 2016 à Saint-Genis-Laval. Contrebassiste dans les orchestres de Claude Luter et de Claude Bolling, il joue à Saint-Germain-des-Prés avec Sidney Bechet, Maxim Saury, Bill Coleman et bien d'autres.
Converti au catholicisme, il est ordonné prêtre du Prado en 1965. Peu après, il est nommé aumônier des artistes du spectacle.